# Ban mai xanh
Ban mai xanh là album phòng thu thứ hai của ca sĩ Khánh Linh, được phát hành vào ngày 26 tháng 4 năm 2006 bởi Viết Tân Records. Album bao gồm 9 sáng tác được phối phù hợp theo phong cách của Khánh Linh mà trong đó "Đôi mắt em", "Dù anh không đến" và "Giấc mơ trưa" là những ca khúc từng được tham gia tại chương trình Bài hát Việt. Điểm đặc biệt của album là mỗi ca khúc đều được chính tác giả hòa âm phối khí, ngoại trừ "Giấc mơ trưa" được hòa âm bởi nhạc sĩ Hoài Sa.
Ca khúc tiêu đề, "Ban mai xanh", là ca khúc chủ đề cho bộ phim cùng tên (2005) của đạo diễn Trọng Trinh và được nhạc sĩ Ngọc Châu viết về ước mơ của người sinh viên. Bộ phim và ca khúc trở thành hiện tượng văn hóa của năm 2005 và đi liền với tên tuổi của ca sĩ Khánh Linh.
Ca khúc "Giấc mơ trưa" được nhạc sĩ Giáng Son sáng tác dành riêng cho Khánh Linh, sau đó nằm trong đề cử cho "Bài hát có phong cách dân gian đương đại nổi bật" và cũng góp phần giúp nhạc sĩ Giáng Son giành giải "Nhạc sĩ của năm" tại chương trình Bài hát Việt 2005. "Ngày không mưa" đã từng được thể hiện rất thành công bởi Hồng Nhung trong album cùng tên của cô năm 2001. "Mùa cây trổ lá" là một trải nghiệm nhạc dance của Đỗ Bảo, sau này được rất nhiều ca sĩ trình bày thành công như Trần Thu Hà, Hoàng Quyên... và trở thành một trong những ca khúc nằm trong liveshow kỷ niệm 20 năm sáng tác của nhạc sĩ mang tên Cánh Cung – Đỗ Bảo – Live in Hanoi vào cuối năm 2013.
Nhận xét về album, báo điện tử VnExpress viết: "Khánh Linh vẫn ngọt ngào, trữ tình và nữ tính trong phong cách thể hiện. Một album đẹp và thu hút những ai đã từng yêu mến giọng hát Khánh Linh.". Bản thân ca sĩ Khánh Linh gọi album "khá đa dạng về thể loại", trong khi tạp chí Giai điệu xanh đánh giá album là "thống nhất trong đa dạng" và "Khánh Linh vẫn giữ được sự ngọt ngào vốn có trong giọng hát, tuy nhiên một số bài ("Ban mai xanh", "Giấc mơ trưa") cô hát giọng giả nhiều nên cảm xúc không đầy đặn như trong "Mùa cây trổ lá", "Đôi mắt em", "Khúc ru". Một đĩa nhạc nhẹ nhàng, nghe dễ chịu."
Ban mai xanh mở đầu một năm 2006 vô cùng thành công của Khánh Linh khi sau đó cô đạt Giải 3 âm nhạc thính phòng toàn quốc và giành Huy chương đồng Liên hoan Pop rock tại Mông Cổ.

## Danh sách ca khúc
Tất cả các ca khúc đều được hòa âm và biên soạn bởi chính nhạc sĩ sáng tác, ngoại trừ "Giấc mơ trưa" được hòa âm bởi Hoài Sa.
Phiên bản kỹ thuật số chỉ có 7 ca khúc từ 1–7.
| STT | Nhan đề              | Sáng tác                    | Thời lượng |
| --- | -------------------- | --------------------------- | ---------- |
| 1.  | "Ngày không mưa"     | Quốc Trung                  | 5:45       |
| 2.  | "Âm thanh cuộc sống" | Hồng Kiên                   | 4:56       |
| 3.  | "Dù anh không đến"   | Nguyễn Mạnh Cường           | 4:58       |
| 4.  | "Giấc mơ trưa"       | Giáng Son, Nguyễn Vĩnh Tiến | 5:07       |
| 5.  | "Ban mai xanh"       | Ngọc Châu                   | 5:31       |
| 6.  | "Mùa cây trổ lá"     | Đỗ Bảo                      | 5:12       |
| 7.  | "Đôi mắt em"         | Văn Hà                      | 3:58       |
| 8.  | "Khúc ru"            | Hồng Kiên                   | 5:59       |
| 9.  | "Thức dậy đi"        | Ngọc Châu                   | 7:38       |

## Thành phần tham gia sản xuất
Theo phần bìa sau của album.
- Khánh Linh – hát chính, hát bè.
- Ngọc Châu – hát bè.

Sản xuất
- Ngọc Châu – sản xuất, thu âm, chỉnh âm, sáng tác, hòa âm phối khí.
- Quốc Trung, Hồng Kiên, Nguyễn Mạnh Cường, Đỗ Bảo, Vũ Văn Hà – sáng tác, hòa âm phối khí.
- Giáng Son, Nguyễn Vĩnh Tiến – sáng tác "Giấc mơ trưa".
- Hoài Sa – hòa âm phối khí "Giấc mơ trưa".
- Anh Tuấn, Việt Hùng – ảnh bìa.
- Hồ Nguyên Minh – thiết kế.
- Nguyễn Thị Hồng – giám đốc sản xuất.